# Louis-Hector-Amédée Angot
Pour les articles homonymes, voir Angot.
Louis-Hector-Amédée Angot est un homme politique français né le 14 novembre 1739 à Versailles (Yvelines) et décédé le 19 décembre 1805 à Saint-Sauveur-le-Vicomte (Manche).

## Biographie
Lieutenant général du bailliage de Coutances et président de l'assemblée municipale, il est député du tiers état aux états généraux de 1789 pour le bailliage de Coutances.
Il ne prit qu'une fois la parole à l'Assemblée pour faire adopter l'incompatibilité des fonctions municipales avec celles de judicature.

## Sources
- « Louis-Hector-Amédée Angot », dans Adolphe Robert et Gaston Cougny, Dictionnaire des parlementaires français, Edgar Bourloton, 1889-1891 [détail de l’édition]
- Ressource relative à la vie publique :   - Base Sycomore